# Deutscher Eisenbahn-Verein
| Streckenkarte der Museumsstrecke (2010) |                     |                                  |                                  |
| Kursbuchstrecke (DB): | 12383               |                                  |                                  |
| Kursbuchstrecke: | 219b (1946)         |                                  |                                  |
| Streckenlänge: | 7,8 km              |                                  |                                  |
| Spurweite: | 1000 mm (Meterspur) |                                  |                                  |
| Streckengeschwindigkeit: | 20 km/h             |                                  |                                  |
| |                     |                                  |                                  |
| \| \| 0,0 \| Bruchhausen-Vilsen \| Bruchhausen-Vilsen \| \| \| \| Gemeinschaftsbahnhof mit VGH \| \| \| \| 0,9 \| Vilsen-Ort (ehemals Fischteiche) \| Vilsen-Ort (ehemals Fischteiche) \| \| \| 1,4 \| Wiehe-Kurpark \| Wiehe-Kurpark \| \| \| 2,3 \| Vilser Holz \| Vilser Holz \| \| \| 3,9 \| Heiligenberg \| Heiligenberg \| \| \| 4,6 \| Klosterheide \| Klosterheide \| \| \| 6,1 \| Arbste \| Arbste \| \| \| 7,8 \| Asendorf Endbahnhof \| Asendorf Endbahnhof \| |                     |                                  |                                  |
| Kopfbahnhof Streckenanfang | 0,0                 | Bruchhausen-Vilsen               | Bruchhausen-Vilsen               |
| Strecke |                     | Gemeinschaftsbahnhof mit VGH     | Gemeinschaftsbahnhof mit VGH     |
| Bahnhof | 0,9                 | Vilsen-Ort (ehemals Fischteiche) | Vilsen-Ort (ehemals Fischteiche) |
| Haltepunkt / Haltestelle | 1,4                 | Wiehe-Kurpark                    | Wiehe-Kurpark                    |
| Haltepunkt / Haltestelle | 2,3                 | Vilser Holz                      | Vilser Holz                      |
| Bahnhof | 3,9                 | Heiligenberg                     | Heiligenberg                     |
| Haltepunkt / Haltestelle | 4,6                 | Klosterheide                     | Klosterheide                     |
| Haltepunkt / Haltestelle | 6,1                 | Arbste                           | Arbste                           |
| Kopfbahnhof Streckenende | 7,8                 | Asendorf Endbahnhof              | Asendorf Endbahnhof              |

Der Deutsche Eisenbahn-Verein e. V. (DEV) ist ein Verein mit Sitz in Bruchhausen-Vilsen, der als Ziel die betriebsfähige Erhaltung einer Kleinbahn mit allen ihren Anlagen als lebendiges Freilichtmuseum verfolgt. Seit 2010 gehört das Niedersächsische Kleinbahn-Museum Bruchhausen-Vilsen zur Route der Industriekultur im Nordwesten.

## Geschichte
Der Deutsche Eisenbahn-Verein e. V. (DEV) wurde von dem Hamburger Harald O. Kindermann (* 1934), seiner Frau und zwei weiteren Mitstreitern im November 1964 als „Deutscher Kleinbahn-Verein“ mit dem Ziel einer betriebsfähigen Erhaltung einer Kleinbahn gegründet. Nachdem zwei erste Bemühungen bei der Kleinbahn Alt-Rahlstedt–Volksdorf–Wohldorf und bei der Steinhuder Meer-Bahn an politischen Gegebenheiten scheiterten, hatte man mit dem noch schmalspurigen Teilstück Bruchhausen-Vilsen–Heiligenberg der Verkehrsbetriebe Grafschaft Hoya, ca. 35 km südlich von Bremen, mehr Glück. Am 2. Juli 1966 wurde der Museumsbahnverkehr mit der Dampflok „Bruchhausen“ und einem Wagen aufgenommen. Dies war, von einzelnen kurzlebigen Versuchen abgesehen, die erste Museumseisenbahn Deutschlands. Seit 1970 wird auch die ganze Strecke bis Asendorf befahren.
Inzwischen hat sich daraus das „Kleinbahn-Museum Bruchhausen-Vilsen“ entwickelt. Dazu gehört die seit 1900 im Betrieb befindliche Strecke mit kleinbahntypischem Streckenverlauf und Oberbau und den erhaltenen Gebäuden (Empfangsgebäude, Wartehäuschen, Güterschuppen, Lokschuppen). An Wochenenden von Mai bis September und im Dezember wird die Strecke Bruchhausen-Vilsen–Asendorf fahrplanmäßig – überwiegend mit Dampfzügen – befahren. Unter dem Namen „Hoyaer Eisenbahn“ wird auch ein Zubringerverkehr auf der Strecke Eystrup–Hoya–Bruchhausen-Vilsen–Syke betrieben. Im Bahnhof Bruchhausen-Vilsen ist der Übergang regelspuriger Fahrzeuge auf die Schmalspurstrecke mittels Rollböcken oder Rollwagen möglich.
In der zum Museum gehörigen Werkstatt werden auch aussterbende Arbeitstechniken, wie das Nieten von Dampf(lok)kesseln, und die dafür notwendigen Werkzeuge bewahrt. Betrieb und Unterhalt der Fahrzeuge und Anlagen erfolgt überwiegend in ehrenamtlicher Arbeit.
Nach dem Gründerehepaar ist seit 2017 ein Weg am Bahnhof in Bruchhausen-Vilsen benannt.

## Strecke
Der Deutsche Eisenbahn-Verein führt seinen Verkehr auf der schmalspurigen Zweigstrecke der ehemaligen Kleinbahn Hoya-Syke-Asendorf durch. Diese Strecke war 1900 eröffnet worden, bis  31. Mai 1959 wurde Personenverkehr, bis 1971  noch Güterverkehr bis Asendorf durchgeführt. Eigentümer der Strecke ist seit Mitte der 1970er Jahre der Flecken Bruchhausen-Vilsen. Während auf dem ersten Streckenteil Bruchhausen-Vilsen–Heiligenberg mit etwa 38 m Höhenunterschied der Geestrand überwunden wird, liegt das zweite Streckenstück bis Asendorf parallel zur Landstraße Nienburg–Bremen, der heutigen Bundesstraße 6. Die Strecke ist weitgehend in der ursprünglichen Oberbauform – Holzschwellen in Kiesbettung – erhalten.

## Fahrzeuge
Die Fahrzeugsammlung umfasst im Jahr 2012 mehr als 100 Fahrzeuge in Meter- und Regelspur der Baujahre 1886 bis 1964, der größte Teil davon betriebsfähig. Die Fahrzeuge sind überwiegend in mehreren Hallen in Bruchhausen-Vilsen und Heiligenberg wettergeschützt untergestellt und können an Betriebstagen besichtigt werden.
Unter den Meterspurfahrzeugen sind sieben Dampflokomotiven (darunter neben der seit 1900 auf dieser Strecke verkehrenden Lokomotive Hoya, die ehemalige DR 99 5633, eine Lenz-Typ i, eine Kastendampflokomotive der Plettenberger Kleinbahn, eine der Kreis Altenaer Eisenbahn und eine Malletlokomotive), sieben Diesellokomotiven (darunter eine Lok der ehemaligen DB-Baureihe V 29 und eine dieselelektrische Lok der Borkumer Kleinbahn), fünf Triebwagen (darunter ein Wismarer Schienenbus, ein Wismarer Triebwagen Typ Frankfurt, ein Triebwagen der Franzburger Kreisbahn und ein Talbot-Triebwagen Typ Eifel), 26 Personenwagen, sechs Pack- bzw. Postwagen und zahlreiche Güterwagen und Bahndienstfahrzeuge.
Die Fahrzeugsammlung ermöglicht, typische Züge der Franzburger Kreisbahnen – mit Görlitzer Gewichtsbremse –, der Kreis Altenaer Eisenbahn und der Kleinbahn Hoya–Syke–Asendorf in Betrieb einzusetzen und in restaurierter Ausstattung zu fahren.
Auch einige Normalspurfahrzeuge besitzt der Verein, die regelmäßig auf der Regelspurstrecke Eystrup–Syke verkehren, unter anderem eine ehemalige V 36, eine Köf III, einen Esslinger Triebwagen mit Beiwagen und einen MaK GDT. Auch der letzte in Deutschland erhaltene Viehverschlagwagen gehört zur Sammlung.
| Bezeichnung         | Bauart            | Hersteller                                         | Baujahr          | Herkunft                                                                                              | Anmerkung                                              |
| Dampflokomotiven    | Dampflokomotiven  | Dampflokomotiven                                   | Dampflokomotiven | Dampflokomotiven                                                                                      | Dampflokomotiven                                       |
| ------------------- | ----------------- | -------------------------------------------------- | ---------------- | --- | ------------------------------------------------------ |
| Bruchhausen         | C n2t             | Hanomag                                            | 1899             | Kleinbahn Hoya–Syke–Asendorf 33                                                                       | Denkmal                                                |
| Hoya                | C n2t             | Hanomag                                            | 1899             | Kleinbahn Hoya–Syke–Asendorf 31                                                                       |                                                        |
| Spreewald           | 1’C n2t           | Jung                                               | 1917             | Pillkaller Kleinbahn 23, DR 99 5633, im Einsatz bei Spreewaldbahn                                     |                                                        |
| Franzburg           | B n2t             | Vulcan                                             | 1894             | Franzburger Kreisbahnen 4, DR 99 5605                                                                 | Lenz-Typ i                                             |
| 3 (Plettenberg)     | B h2t             | Henschel                                           | 1927             | Plettenberger Kleinbahn 3                                                                             | Kastendampflokomotive                                  |
| Hermann             | C n2t             | Hohenzollern                                       | 1911             | Kreis Altenaer Eisenbahn 15 HERMANN                                                                   |                                                        |
| Mallet 7s           | B’B n2t           | Karlsruhe                                          | 1897             | Albtalbahn 7s                                                                                         | Malletlokomotive, in Aufarbeitung                      |
| Diesellokomotiven   |                   |                                                    |                  | |                                                        |
| V 1 R.K. 1          | B dh              | Krupp                                              | 1941             | Rendsburger Kreisbahn 1                                                                               |                                                        |
| V 2                 | B dm              | Schöma                                             | 1957             | Inselbahn Spiekeroog 4                                                                                | in Hauptuntersuchung                                   |
| V 3                 | B dh              | Deutz                                              | 1954             | Euskirchener Kreisbahnen 21, Verkehrsbetriebe Grafschaft Hoya V 122                                   |                                                        |
| V 4 EMDEN           | B de              | Henschel                                           | 1942             | Borkumer Kleinbahn EMDEN                                                                              |                                                        |
| V 29                | B’B’ dh           | Jung                                               | 1952             | DB V 29 952 (Mundenheim–Meckenheim), Mittelbadische Eisenbahnen AG V 29 01                            |                                                        |
|                     | B dm              | Deutz                                              | 1941             | Oberkommando der Kriegsmarine, Inselbahn Spiekeroog 2, Denkmal Harlesiel                              | OMZ 122, nicht betriebsfähig                           |
| V 121               | B dh              | Deutz                                              | 1954             | Euskirchener Kreisbahnen 22, Verkehrsbetriebe Grafschaft Hoya V 121, MOB Tm 2/2 3                     | nicht betriebsfähig                                    |
| Triebwagen          |                   |                                                    |                  | |                                                        |
| T 41 „Maus“         | AA bm             | Wismar                                             | 1932             | Steinhuder Meer-Bahn SK 1 / T 41                                                                      | Wismarer Schienenbus                                   |
| T 42 „Jumbo“        | (1A)(A1) dm       | Dessau                                             | 1939             | Franzburger Kreisbahnen T 2, DR VT 137 532                                                            |                                                        |
| T 43                | B’2’ dm           | AEG                                                | 1925             | Rendsburger Kreisbahn T 1, Sylter Inselbahn T 23                                                      | nicht betriebsfähig                                    |
| T 44                | (1A)(A1) dm       | Talbot                                             | 1949             | Euskirchener Kreisbahnen T 1, Inselbahn Juist T 2                                                     | Talbot Typ Eifel                                       |
| T 45                | B’2’ dm           | Wismar                                             | 1933             | Kreisbahn Emden–Pewsum–Greetsiel T 1 / T 61, Inselbahn Spiekeroog 5, Wangerooger Inselbahn DB 699 001 | Wismarer Triebwagen Typ Frankfurt, nicht betriebsfähig |
| Dienstfahrzeuge     |                   |                                                    |                  | |                                                        |
| SKL 1 „Friedhelm“   | A1                | Sollinger Hütte                                    | 1964             | Deutsche Bundesbahn Klv 51-9244                                                                       | Klv 51, 1990 umgespurt von 1435 mm auf 1000 mm         |
| 181                 | Handhebeldraisine | unbekannt                                          |                  | Steinhuder Meer-Bahn D 2                                                                              |                                                        |
| 182                 | Motordraisine     | Friedr. Schmitt & Cie, FKF-Werke, Frankfurt (Main) | 1948             | Steinhuder Meer-Bahn D 1                                                                              |                                                        |
| Normalspurfahrzeuge |                   |                                                    |                  | |                                                        |
| V 241               | B dh              | Gmeinder                                           | 1959             | DB Köf 11 002, DB 332 002-5, DEV V 241, MWB V 241                                                     |                                                        |
| V 36 005            | C dh              | Deutz                                              | 1944             | DB V 36 237, Verkehrsbetriebe Grafschaft Hoya V 36 005                                                |                                                        |
| T 1                 | A1 dm             | Gotha                                              | 1936             | Hoyaer Eisenbahn-Gesellschaft T 1                                                                     |                                                        |
| T 2                 | (1A)(A1) dm       | Esslingen                                          | 1956             | Nordfriesische Verkehrsbetriebe T 2                                                                   |                                                        |
| T 3                 | (1A)(A1) dh       | MaK                                                | 1959             | OHE GDT 0520                                                                                          |                                                        |

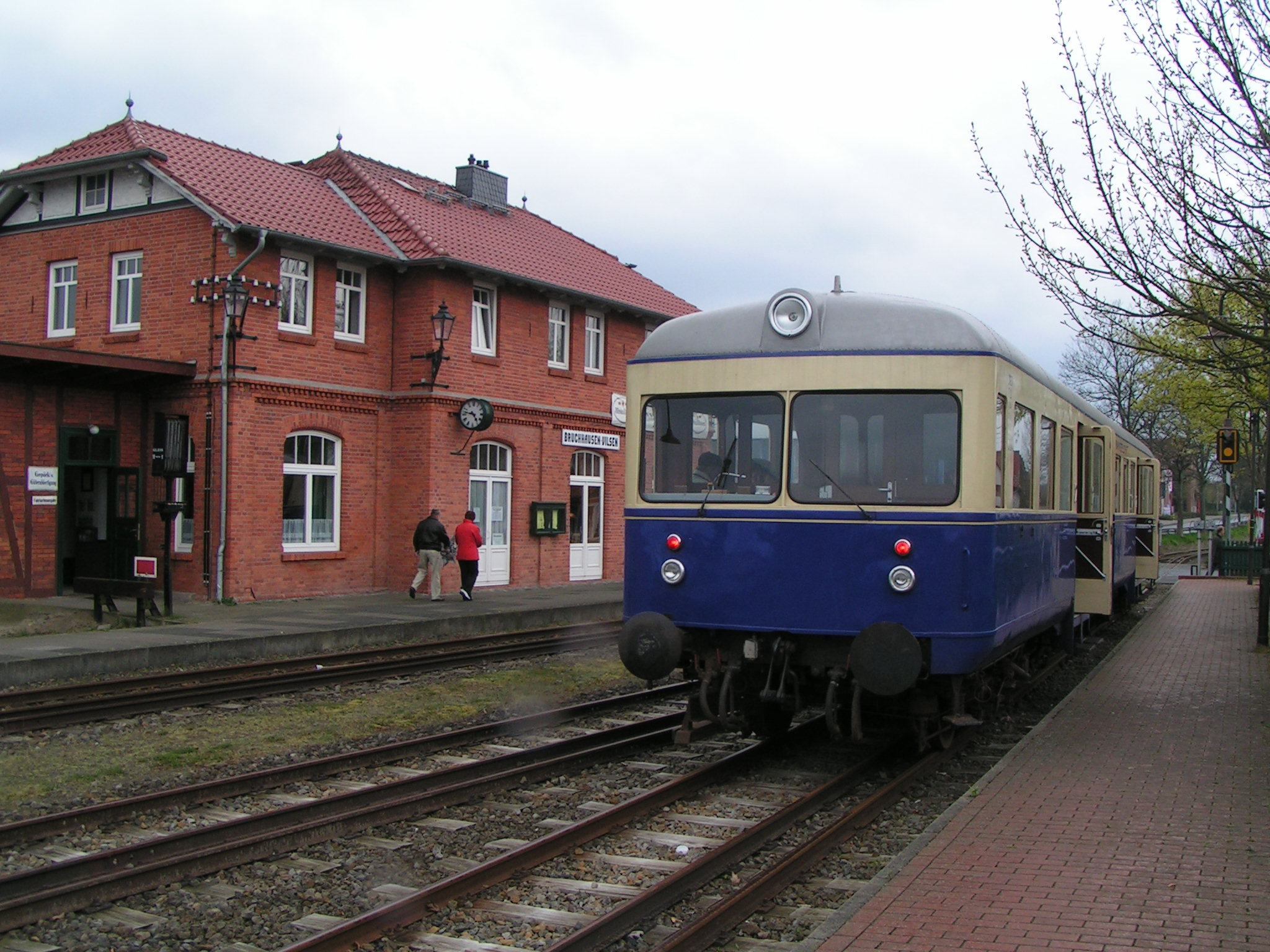
Bahnhof Bruchhausen-Vilsen mit Triebwagen T 2
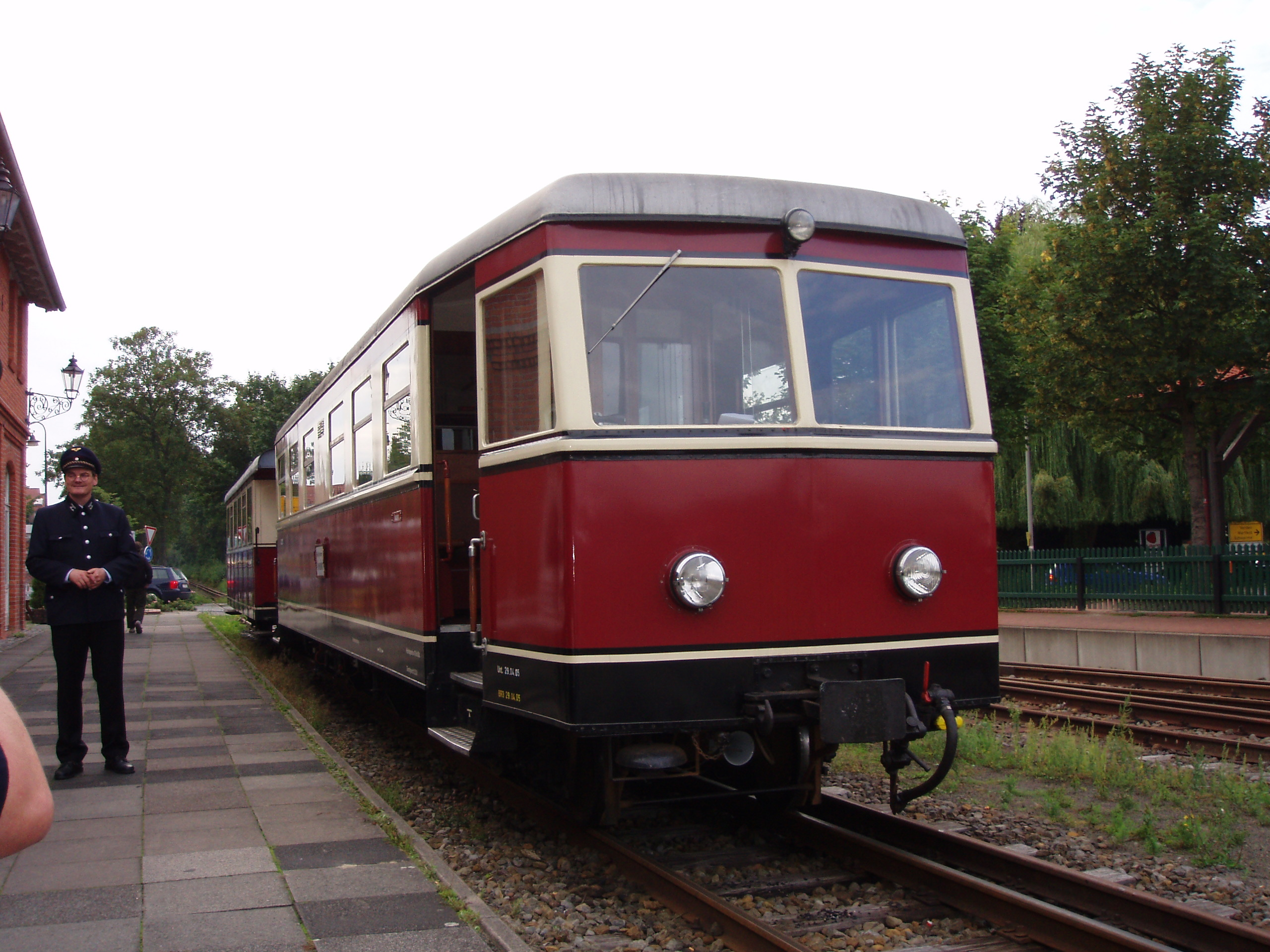
Triebwagen T 44 mit Wagen 2 im Bahnhof Bruchhausen-Vilsen
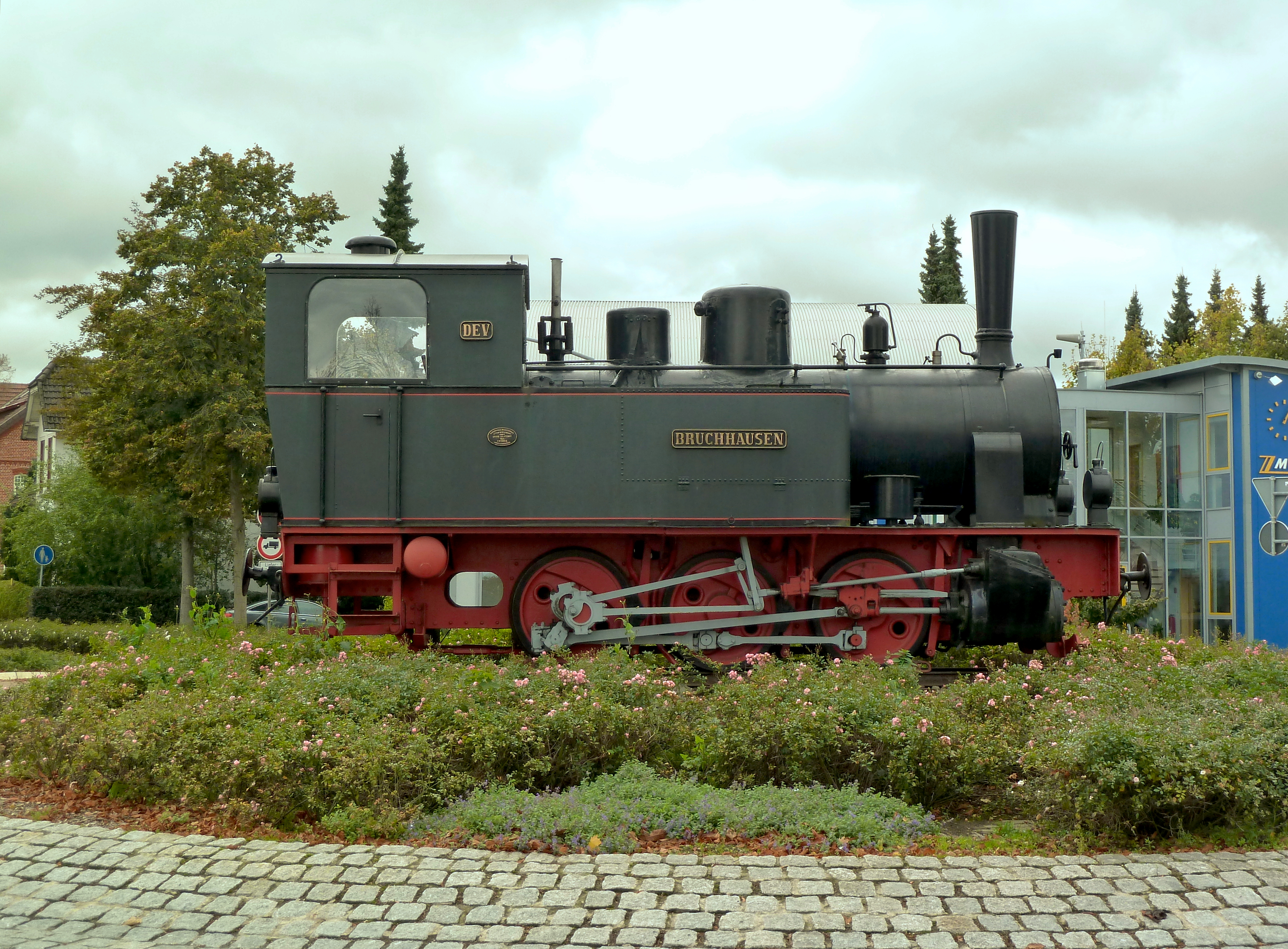
Lok Bruchhausen, baugleich mit Lok Hoya
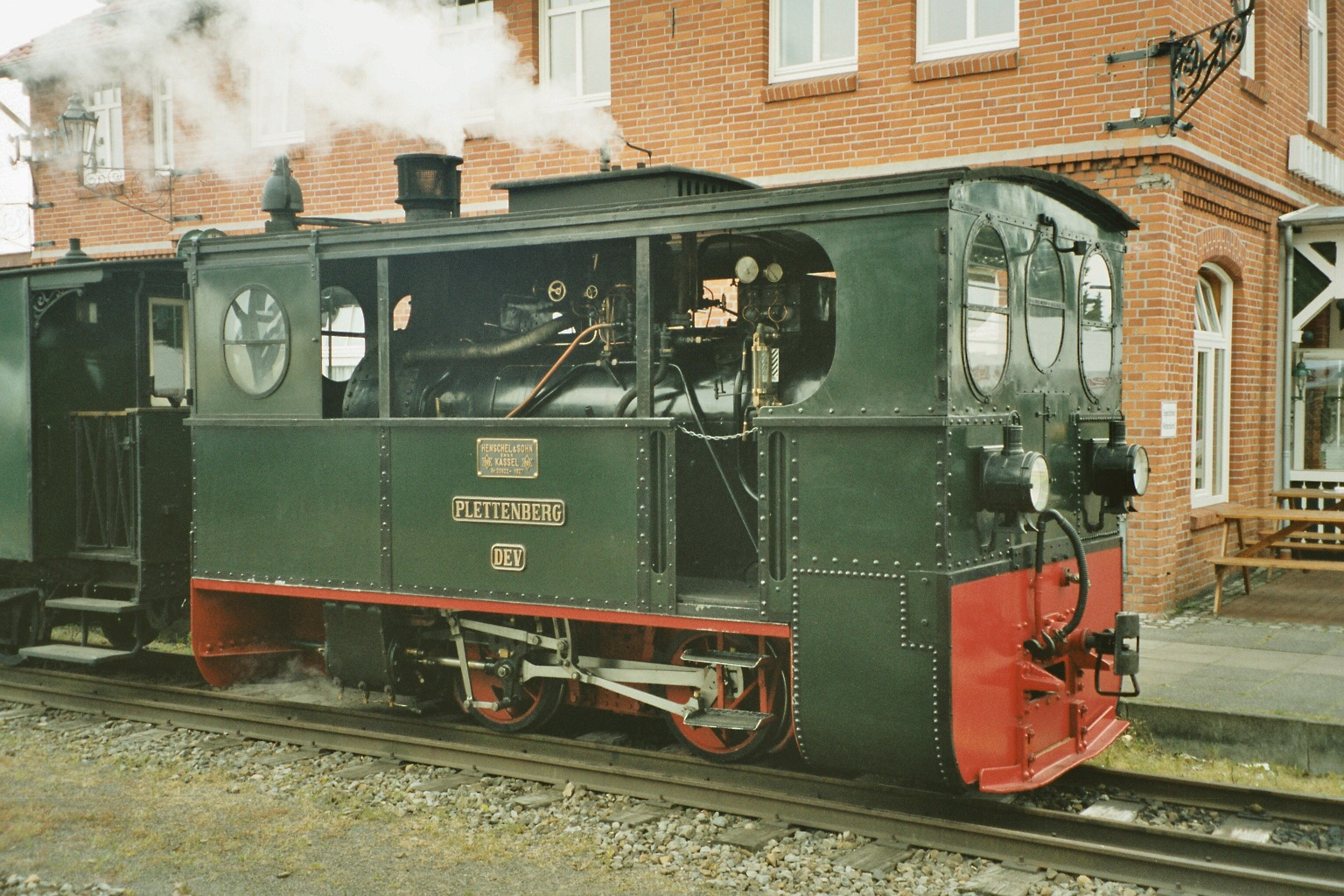
Trambahnlokomotive Plettenberg

## Film
- Susanne Mayer-Hagmann: Mit dem Zug durchs… Weserland. Deutschlands erste Museumsbahn wurde 1964 im niedersächsischen Bruchhausen-Vilsen gegründet. ARTE G.E.I.E./SWR, Deutschland, 2007, 43 Min. Dieser Film ist die Langfassung der Eisenbahn-Romantik Folge 649 vom SWR mit dem Titel: Pionier auf schmaler Spur – Deutschlands älteste Museumsbahn.